# Università di medicina e farmacia Victor Babeș
L'Università di medicina e farmacia Victor Babeș (UMFT) è un'università pubblica con sede a Timișoara fondata nel 1944 su decreto nr. 660 del re Michele I di Romania. Porta il nome del batteriologo Victor Babeș.
Nel 2011 è stata classificata dal ministero dell'istruzione nella seconda categoria del sistema universitario romeno, quella delle università di istruzione e ricerca scientifica.
Sono presenti tre percorsi di studio: medicina, odontoiatria e farmacia.